# Опака (река)
Опака (укр. Опака) — река в Дрогобычском районе Львовской области Украины. Правый приток Быстрицы (бассейн Днестра).
Длина реки 10 км, площадь бассейна 45 км2. Река имеет горный характер. Русло слабоизвилистое. Пойма местами односторонняя.
Исток реки расположен северо-западнее посёлка городского типа Сходница. Река течёт преимущественно на северо-запад и север, только в приустьевой части поворачивает на юго-запад. Впадает в Быстрицу в северо-восточной части села Залокоть.
Притоки: Зворец, Клюткавка (правые), Опачка (левый).
На реке расположено село Опака.